# Wolfgang Rothstein
Wolfgang Rothstein (* 11. Oktober 1910 in Minden; † 27. Januar 1975 in Hannover) war ein deutscher Mathematiker mit dem Forschungsgebiet „Komplexe Analysis mehrerer Variabler“. Rothstein war an den Universitäten in Würzburg, Marburg, Münster und Hannover als Dozent und Professor für Mathematik tätig.

## Leben
Wolfgang Rothstein wurde am 11. Oktober 1910 in Minden als Sohn des späteren Ministerialdirigenten Gustav Rothstein geboren. 1929 begann er sein Studium der Mathematik, Physik und Philosophie an der Westfälischen Wilhelms-Universität in Münster, das er 1935 mit der Promotion zum Dr. phil. bei Heinrich Behnke mit seiner Dissertation Zur Theorie der analytischen Abbildungen im Raum zweier komplexer Veränderlichen abschloss.
1936 lehnte er eine geforderte Vereidigung bei der SA ab, wodurch ihm zunächst eine Hochschul- oder Schullaufbahn verschlossen blieb. Von 1937 bis 1945 war er in der Luftfahrtindustrie tätig, zunächst bei der Firma Henschel in Berlin, dann bei der Aerodynamischen Versuchsanstalt und am Kaiser-Wilhelm-Institut für Strömungsforschung in Göttingen (heute Max-Planck-Institut für Dynamik und Selbstorganisation). Von 1942 bis 1943 war Rothstein zum Wehrdienst eingezogen.
Nach dem Zweiten Weltkrieg habilitierte sich Rothstein 1947 an der Universität Würzburg im Fach Mathematik mit Arbeiten über den HARTOGschen Hauptsatz für reguläre und meromorphe Funktionen und war dort ab 21. Oktober 1947 unter Julius Wellstein Privatdozent für Mathematik. 1950 wurde er Privatdozent und 1955 außerplanmäßiger Professor für Mathematik an der Universität Marburg. 1959 erhielt er eine Professur an der Westfälischen Wilhelms-Universität in Münster und war in den Jahren von 1960 bis 1967 mehrfach als Gastprofessor in den USA (Universität von Kalifornien in Berkeley, Purdue-Universität in Lafayette, Ind.).  Schließlich wurde er 1965 zum ordentlichen Professor für Mathematik an die Technische Hochschule Hannover (heute Universität) berufen. Diese Professur hatte er bis zu seinem Tod am 27. Januar 1975 inne.

## Wissenschaftliche Leistung
Während seiner Tätigkeit in der Luftfahrtindustrie forschte Rothstein über Grundfragen der Strömungslehre und veröffentlichte darüber mehrere Arbeiten. Sein mathematisches Hauptwerk nach dem Krieg galt den Fortsetzungssätzen aus der Analysis mehrerer komplexer Veränderlicher. Die für die mehrdimensionale Funktionentheorie typischen und schwierigen Fortsetzungsfragen für analytische Funktionen und Mengen behandelte er erstmals und erfolgreich mit Methoden aus der Potentialtheorie (plurisubharmonische Funktionen, Kapazitätsbegriff, Maximumprinzip). In diesem Zusammenhang führte er auch den Begriff der q-Konvexität ein, der danach große Bedeutung in der komplexen Analysis gewann.

## Schriften
Rothstein hat insgesamt 27 wissenschaftliche Arbeiten und Bücher zur Strömungslehre und vor allem zur Funktionentheorie mehrerer Veränderlicher veröffentlicht, hier werden nur die wichtigsten Publikationen aufgeführt.

### Fachartikel
- 1935   Zur Theorie der analytischen Abbildungen im Raum zweier komplexer Veränderlichen. Dissertation Münster 1935.
- 1942–1946    Mehrere Arbeiten zur Strömungstheorie.
- 1946    Der HARTOGsche Hauptsatz für reguläre und meromorphe Funktionen. Berichte Math.-Tagung Tübingen.
- 1948    Die invariante Fassung des Kontinuitätssatzes für meromorphe Funktionen. Arch. Math. 1, 1948, 119–126.
- 1949    Über die Fortsetzbarkeit regulärer und meromorpher Funktionen von zwei Veränderlichen und den Hauptsatz von HARTOG. Math. Nachr. 3, 1949, 95–101.
- 1950    Über die Fortsetzung vierdimensionaler analytischer Flächen. Arch. Math. 2, 1949/50, 456–460.
- 1951    Über die Fortsetzung analytischer Flächen. Math. Ann. 122, 1951, 424–434.
- 1953    Zur Theorie der Singularitäten analytischer Funktionen und Flächen. Math. Ann. 126, 1953, 221–238.
- 1955    Zur Theorie der analytischen Mannigfaltigkeiten im Raume von n komplexen Veränderlichen. Math. Ann. 129, 1955, 96–138.
- 1957    Die Fortsetzung analytischer Mengen vom Rande eines Gebietes her ins Innere. Math. Ann. 133, 1957, 271–280.
- 1967    Zur Theorie der analytischen Mengen. Math. Ann. 174, 1967, 8–32.
- 1968    Das Maximumprinzip und die Singularitäten analytischer Mengen. Invent. Math. 6, 1968, 163–184.

### Bücher
- 1964    On the Continuation of Analytic Sets. Lecture Notes, Purdue University, Lafayette (Ind.) 1964.
- 1965    Einführung in die Funktionentheorie mehrerer komplexer Veränderlichen. Teile I und II (Teil II unter Mitarbeit von Klaus Kopfermann), Aschendorffsche Verlagsbuchhandlung, Münster 1965.
- 1982    Funktionentheorie mehrerer komplexer Veränderlicher. (Posthum herausgegeben von Klaus Kopfermann) BI Wissenschaftsverlag, Mannheim-Wien-Zürich 1982, ISBN 3-411-01623-X.